# Runasur
La Runasur es una organización transnacional que agrupa movimientos sociales y políticos de izquierda para «articular una América plurinacional» y atentar contra las repúblicas formadas después de la época colonial.  La organización fue impulsada por Evo Morales y tiene su sede en Bolivia. El término Runasur surge de la conjunción de las palabras «Runa» (que en quechua significa «persona») y Unasur.

## Historia
Tras la renuncia de Evo Morales durante la crisis política en Bolivia del 2019, llegó a Argentina luego de pasar por México y Cuba. Luego de un año en Argentina, retornó a Bolivia en noviembre del 2020 donde lanzó la iniciativa Runasur ante la presencia de delegaciones internacionales. En diciembre del 2020, se organizó el Encuentro de Pueblos y Organizaciones del Abya Yala hacia la Construcción de una América Plurinacional, convocada por Evo Morales, para relanzar la Unasur y disponer la creación de la Runasur. En el encuentro estuvieron presentes 1200 personas. Al finalizar el encuentro, se tomó la decisión de organizar una nueva reunión en abril del 2021 para la creación de la RUNASUR, para tal fin se creó una comisión integrada por representantes de Argentina, Bolivia, Ecuador y Venezuela.
El encuentro fundacional de la Runasur se dio en abril del 2021 en Cochabamba con representantes de Argentina, Bolivia, Ecuador, Perú y Venezuela. En agosto de 2021 se presentó el decálogo que contempla a la «refundación» de los Estados. El 3 de noviembre del 2021 se organizó una reunión del equipo técnico de la Runasur en Buenos Aires donde se convocó a un segundo encuentro en Cuzco para el siguiente mes (que fue suspendida tras la declaración de persona non grata por la comisión de RR. EE. de Perú, a Evo Morales por considerársele una amenaza a la «soberanía, independencia y seguridad nacional» del Perú). El equipo técnico estuvo conformado por Evo Morales, Fernando Huanacuni, Ramiro Tapias, Lídice Altuve, entre otros. En dicha reunión se anunció que se unirían representantes de Colombia, Chile y Uruguay.
Antes de la suspensión de la reunión de la Runasur en Perú, Fernando Huanacuni (ex embajador) y Hugo Godoy (secretario de la CTA-A) viajaron a Perú para organizar la reunión. En Perú, fueron recibidos por una delegación de congresistas de Perú Libre y luego se reunieron con representantes de la Confederación Campesina del Perú (CCP), la Confederación Nacional Agraria (CNA) y la Federación Nacional de Mujeres Campesinas, Artesanas, Indígenas, Nativas y Asalariadas del Perú (Fenmucarinap). Luego, estuvieron presentes en la XV Congreso Nacional de la Confederación General de Trabajadores del Perú (CGTP), congreso donde estuvo presente Mirtha Vásquez, por entonces presidenta del Consejo de Ministros durante el gobierno de Pedro Castillo.
En mayo del 2022 fue convocado un tercer encuentro del equipo técnico de la Runasur en Santiago, que se realizó de manera virtual con delegaciones de Argentina, Bolivia, Chile, Colombia y Venezuela. El 5 y 6 de noviembre del 2022 se realizó en Argentina la Asamblea Plurinacional para constituir de manera oficial la Runasur tras los preparativos y reuniones previas. El 6 de noviembre la Runasur fue constituida de manera oficial en Buenos Aires.

### Acusaciones de interferir en la política de otros países
Durante las protestas en Perú de diciembre del 2022 y del 2023, tras el intento de autogolpe de Estado de Pedro Castillo, la Runasur fue acusada de azuzar el conflicto a través de emisarios y operadores políticos enviados a Perú. Varios excancilleres peruanos firmaron en contra de la organización por una posible conformación de la «nación aymara como extensión territorial boliviana». El 9 de enero el gobierno de Perú prohíbe ingreso al Perú al expresidente de Bolivia Evo Morales. Como resultado se canceló una nueva sesión en Cuzco. El 2 de enero del 2023, Evo Morales presentó la Runasur a organizaciones sociales de izquierda en Brasil subrayando que el objetivo era, además de «articular una América plurinacional», defender y apoyar a los presidentes de izquierda en la región.
También se criticó a las personas que propusieron anexar a la organización como, por ejemplo, la participación de Germán Alejo Apaza, presidente regional de Puno hasta 2022, por incluir a la región peruana a la Runasur. Al año siguiente, Bolivia designó a Lidia Patty de cónsul para Puno, encargada de implementar el proyecto Runasur, sin contar las credenciales por la cancillería peruana. Fue retirada en mayo de 2023, en que Morales denunció una supuesta influencia racista de la «derecha peruana».

## Organizaciones adherentes
Entre las organizaciones que conforman la Runasur se encuentran: 
| País      | Organización |
| --------- | --- |
| Bolivia   | - Confederación Nacional de Mujeres Campesinas Indígenas Originarias de Bolivia Bartolina Sisa (CNMCIOB-BS) - Confederación Sindical Única de Trabajadores Campesinos de Bolivia (CSUTCB) - Confederación Sindical de Comunidades Interculturales Originarias de Bolivia (CSCIOB) - Consejo Nacional de Ayllus y Markas del Qullasuyu (CONAMAQ) - Confederación de Pueblos Indígenas de Bolivia (CIDOB) |
| Perú      | - Federación Agraria Revolucionaria de Cusco (FARAC) |
| Argentina | - Central de Trabajadores y Trabajadoras de Argentina (CTA) - Confederación Latinoamericana de Trabajadores Estatales (CLATE) - Central de Trabajadores y Trabajadoras de la Argentina Autónoma (CTA-A) |
| Chile     | - Central Unitaria de Trabajadores - Chile (CUT) |
| Venezuela | - Movimiento de Pobladoras y Pobladores de Venezuela - Articulación Continental ALBA Movimientos |
| Ecuador   | - Movimiento Indigenista de Ecuador |
| Paraguay  | - Central Unitaria de Trabajadores Auténtica del Paraguay (CUT - Auténtica) |
| Colombia  | - Confederación General del Trabajo - Colombia (CGT) |